# 36 Dywizja Grenadierów SS
36 Dywizja Grenadierów SS (niem. 36. Waffen-Grenadier-Division der SS; wcześniej SS-Sondereinheit Dirlewanger, SS-Sonderregiment Dirlewanger, SS-Sturmbrigade Dirlewanger, a także Wilddiebkommando Oranienburg, potocznie: dirlewangerowcy) – jednostka Waffen-SS dowodzona przez Oskara Dirlewangera, złożona przede wszystkim z byłych więźniów: kłusowników, kryminalistów, „aspołecznych”, żołnierzy i esesmanów skazanych za przewinienia dyscyplinarne, a także więźniów politycznych. W latach 1940–1945 jej członkowie dokonali bardzo wielu zbrodni wojennych na tyłach frontu wschodniego. Szacuje się, że z ich rąk zginęło co najmniej 60 tys. osób; w zdecydowanej większości byli to nieuzbrojeni cywile.
Geneza dywizji sięga pierwszej połowy 1940 roku, kiedy to sformowano SS-Sondereinheit Dirlewanger – specjalną jednostkę złożoną niemal wyłącznie z kłusowników zrekrutowanych w niemieckich więzieniach i obozach koncentracyjnych. W latach 1940–1941 stacjonowała na terenie dystryktu lubelskiego Generalnego Gubernatorstwa, gdzie jej członkowie pełnili służbę m.in. w tamtejszych obozach pracy dla Żydów. Z powodu niskiej dyscypliny oraz przestępstw popełnianych przez jej dowództwo i żołnierzy została na początku 1942 roku przerzucona na okupowaną Białoruś. Wilddiebkommando wykorzystywano odtąd do zwalczania radzieckiej partyzantki oraz eksterminacji miejscowej ludności. Szacuje się, że w ciągu 53 miesięcy spędzonych na Białorusi jednostka Dirlewangera spacyfikowała około 100 wsi, mordując prawdopodobnie ponad 30 tys. osób. W międzyczasie została rozbudowana: najpierw do poziomu batalionu, a następnie pułku. Do jej szeregów, obok kłusowników, trafiali odtąd także więźniowie kryminalni i „aspołeczni”, żołnierze i esesmani skazani za wykroczenia dyscyplinarne, a także cudzoziemscy ochotnicy (Rosjanie, Ukraińcy i Białorusini).
Po wybuchu powstania warszawskiego SS-Sonderregiment Dirlewanger wszedł w skład niemieckich sił wysłanych na pomoc garnizonowi Warszawy. W sierpniu i wrześniu 1944 roku walczył kolejno na Woli, Starym Mieście, Powiślu i Górnym Czerniakowie, dokonując przy tym licznych mordów i gwałtów. Jednocześnie w walce z polskimi powstańcami poniósł bardzo poważne straty.
Po stłumieniu powstania warszawskiego jednostka, rozbudowana do poziomu brygady, została przerzucona na Słowację, gdzie skierowano ją do walki z tamtejszymi powstańcami. W grudniu 1944 roku przerzucono ją na Węgry, gdzie w starciu z Armią Czerwoną okazała nikłą wartość bojową. Na początku 1945 roku została ponownie dyslokowana, tym razem nad Odrę, a w lutym tegoż roku rozkazem Heinricha Himmlera przekształcona w dywizję grenadierów Waffen-SS (jednak jej stan faktyczny odpowiadał sile brygady). Pod koniec kwietnia została doszczętnie rozbita przez wojska radzieckie w kotle pod Halbe.

## Historia

### Utworzenie oddziału

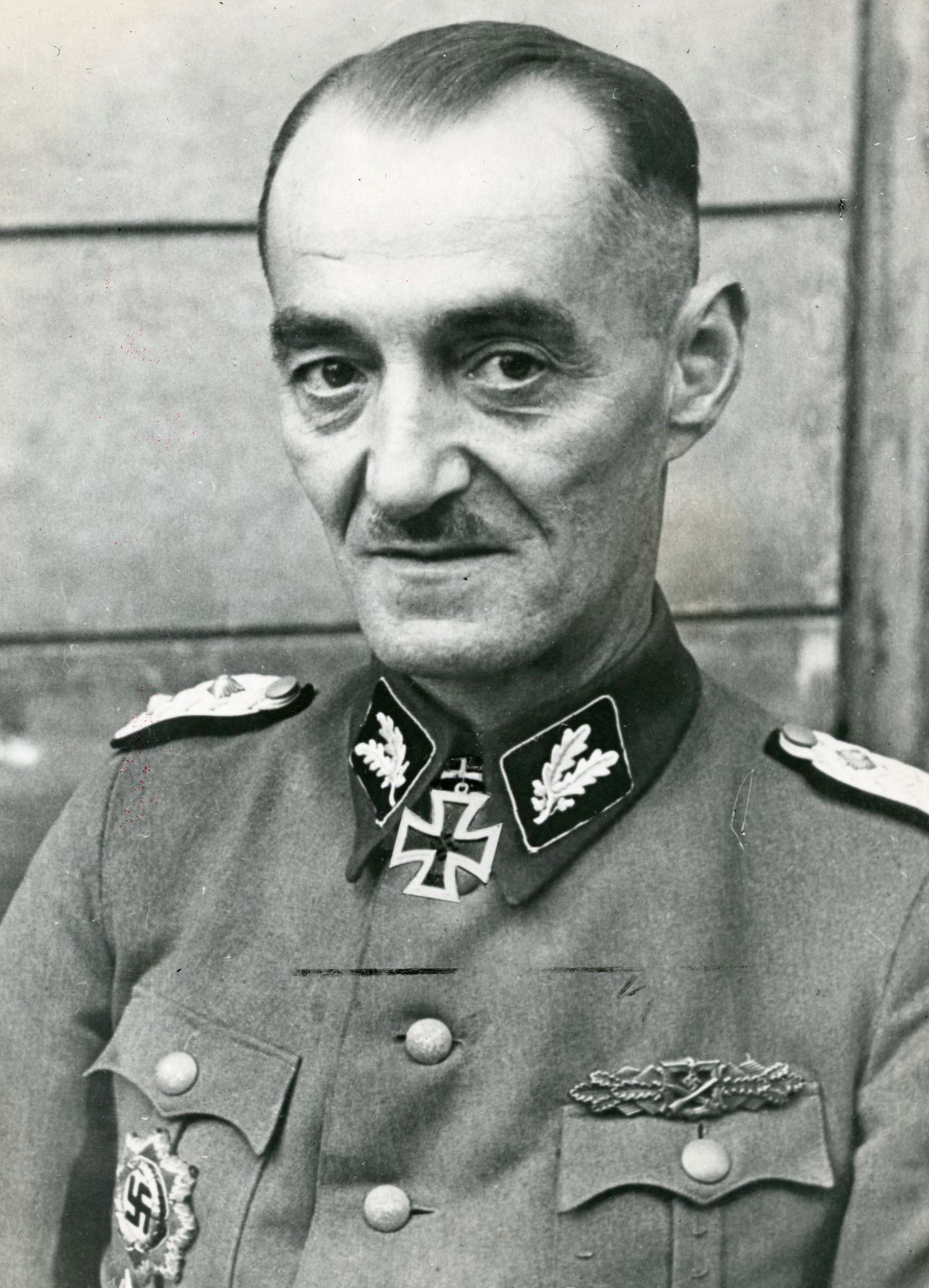
Oskar Dirlewanger w mundurze SS-Oberführera

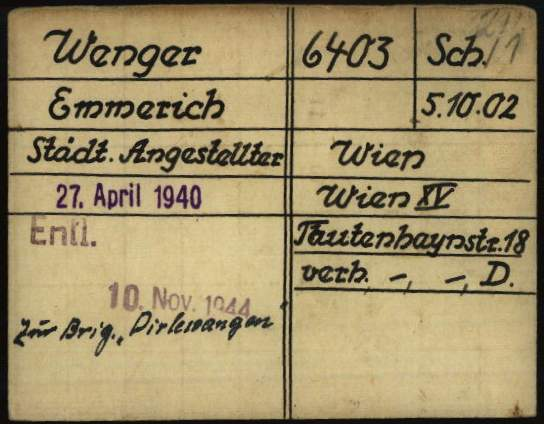
Karta rejestracyjna więźnia KL Dachau, Emmericha Wengera. W lewym dolnym rogu adnotacja o wcieleniu w skład jednostki Dirlewangera

Szef Głównego Urzędu SS (SS-Hauptamt) SS-Obergruppenführer Gottlob Berger twierdził w swych powojennych zeznaniach, że pomysł utworzenia oddziału bojowego złożonego ze skazańców, którzy przebywali w więzieniach i obozach koncentracyjnych z wyrokami za kłusownictwo, wyszedł od samego Adolfa Hitlera. Inspiracją miał być list od żony skazanego za kłusownictwo weterana ruchu narodowosocjalistycznego, która prosiła Führera o danie małżonkowi szansy na rehabilitację na froncie. Według innych źródeł decyzję o utworzeniu jednostki podjął osobiście Reichsführer-SS Heinrich Himmler. Na jej dowódcę został wyznaczony Oskar Dirlewanger. Od jego nazwiska przyjęła ona nazwę SS-Sondereinheit Dirlewanger. Używane były w odniesieniu do niej także nazwy SS-Sonderkommando Dirlewanger lub Wilddiebkommando Oranienburg.
Dowódca Wilddiebkommando był weteranem I wojny światowej i nacjonalistycznych Freikorpsów, doktorem nauk politycznych, członkiem NSDAP od października 1922 roku. W okresie międzywojennym był kilkukrotnie skazywany w postępowaniach karnych, m.in. za malwersację, nielegalne posiadanie broni oraz utrzymywanie stosunków seksualnych z nieletnią. W latach 1937–1939 walczył po stronie nacjonalistów w hiszpańskiej wojnie domowej – najpierw w szeregach Hiszpańskiej Legii Cudzoziemskiej, a później niemieckiego Legionu Condor.
Pod koniec maja 1940 roku Dirlewanger został oddelegowany do Oranienburga, gdzie podjął się szkolenia pierwszej osiemdziesięcioosobowej grupy skazańców. 55 byłych kłusowników pomyślnie przeszło szkolenie, stając się tym samym pierwszymi członkami oddziału. Z dniem 1 lipca 1940 roku Dirlewanger, którego mianowano SS-Obersturmführerem rezerwy, oficjalnie objął dowództwo nad SS-Sondereinheit.

### Stosunki panujące w jednostce

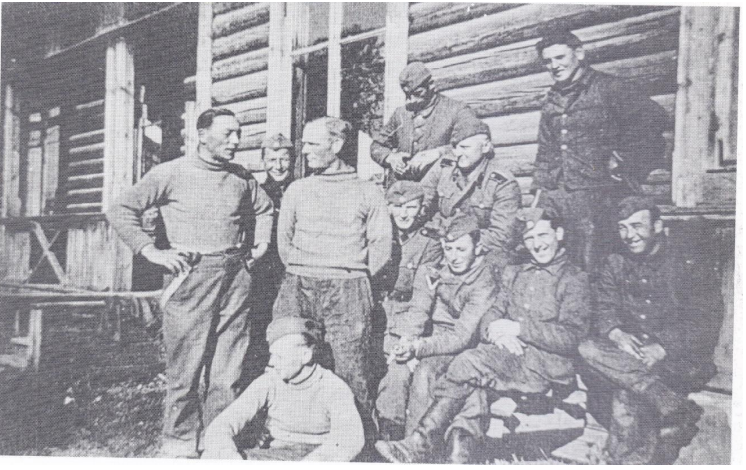
Członkowie jednostki w czasie wolnym od służby. Białoruska SRR, 1943.

Dirlewanger był jedynym oficerem SS, któremu przysługiwało prawo karania podwładnych śmiercią, bez wyroku sądowego. Niemniej powojenne zeznania i relacje weteranów zdają się wskazywać, że posłuch wśród podwładnych – przynajmniej w pierwszej fazie istnienia jednostki – utrzymywał nie tylko surową dyscypliną, lecz również dzięki osobistej charyzmie.
Liczba wymierzanych żołnierzom kar dyscyplinarnych, w tym wyroków śmierci, wzrosła jednak od lipca 1943 roku, kiedy to do jednostki po raz pierwszy wcielono znaczną liczbę przestępców skazanych za czyny niezwiązane z kłusownictwem. Represje osiągnęły punkt szczytowy w ostatnim okresie istnienia jednostki, kiedy to w jej szeregach znaleźli się byli więźniowie polityczni. O ile od lata 1943 do jesieni 1944 stracono około dziesięciu żołnierzy, o tyle w samym tylko grudniu 1944 roku wykonano około dwudziestu wyroków śmierci.
W ramach jednostki działała wewnętrzna żandarmeria, nazywana Burg-Gendarmen, która dysponowała aresztem (Dirlewanger-Sarg) – w formie skrzyni utrzymującej więźnia w pozycji stojącej. Drobniejsze przewinienia karano chłostą – do stu uderzeń kijem. Inną karą było odesłanie z powrotem do obozu koncentracyjnego. W czasie tłumienia powstania warszawskiego zastępca Dirlewangera, Kurt Weiße, zainicjował też praktykę strzelania do własnych żołnierzy, którzy wycofywali się z pola walki.
Paradoksalnie mimo tych surowych środków dyscyplina wśród członków jednostki była niska. Dirlewangerowcy, nie wyłączając samego dowódcy i jego najbliższego otoczenia, notorycznie nadużywali alkoholu, wszczynali burdy, dokonywali malwersacji, kradzieży i wymuszeń, a także dopuszczali się zbiorowych gwałtów na kobietach i innych aktów przemocy. Pomimo poinformowania pionu sądowego SS o dopuszczaniu się przez Dirlewangera „samowolnych” zabójstw, rabunków i gwałtów na Żydówkach, co uznawano w III Rzeszy za zhańbienie rasy (Rassenschande), pozostał on bezkarny.
W konsekwencji jednostka cieszyła się fatalną opinią zarówno wśród oficerów konserwatywnego Wehrmachtu, jak i w szeregach samej SS. „Dzika i okropnie wyglądająca zbieranina” czy „zbiorowisko morderców” to tylko niektóre z epitetów, którymi obdarzano ludzi Dirlewangera. Po wojnie szef sztabu Ericha von dem Bacha, SS-Brigadeführer Ernst Rode, zeznając przed polskim prokuratorem stwierdził, iż „była to raczej gromada świń (Schweinehaufen), aniżeli żołnierze”. Z kolei Stanisław Podlewski opisywał jednostkę Dirlewangera następującymi słowami:

Cieszy się ona przykrą sławą w brunatnej armii Rekrutuje się z volksdeutschów z różnych krajów, dezerterów z armii, z wielkomiejskich i portowych szumowin, kawalerów majchra, przestępców-recydywistów, niebezpiecznych kryminalistów, zbrodniarzy, w typie Kuby Rozpruwacza czy upiora z Düsseldorfu, wypuszczonych z więzień, obozów koncentracyjnych i domów poprawczych wielkiej Rzeszy.

Na mocy dekretu Adolfa Hitlera z 2 kwietnia 1942 roku przestępcy walczący w szeregach oddziału mogli uzyskać rehabilitację po wykazaniu się w walce, udokumentowanymi ranami lub otrzymaniem Krzyża Żelaznego II klasy.

### Dirlewangerowcy w dystrykcie lubelskim
Na początku września 1940 roku SS-Sondereinheit Dirlewanger został przerzucony do dystryktu lubelskiego Generalnego Gubernatorstwa i podporządkowany tamtejszemu Dowódcy SS i Policji SS-Brigadeführerowi Odilo Globocnikowi. Wtedy też do oddziału dołączyło 20 nowych rekrutów, a także czterech podoficerów Waffen-SS.
Gottlob Berger twierdził, że w dystrykcie lubelskim zadaniem SS-Sondereinheit Dirlewanger było zwalczanie polskich przestępców kryminalnych, którzy uciekli z więzień korzystając z chaosu wywołanego niemiecką inwazją. Na tej podstawie historyk Hans Peter Klausch wysnuł wniosek, że jednostka mogła się w tym czasie zajmować zwalczaniem polskiej partyzantki. O tym, że podczas służby na Lubelszczyźnie Wilddiebkommando nie uczestniczyło w zbrojnych starciach, świadczy jednak fakt, że jednostka nie poniosła w tym okresie żadnych strat.
Zeznania weteranów zdają się z kolei wskazywać, że jednym z głównych zadań jednostki było kontrolowanie miejscowej ludności i zwalczanie czarnego rynku. Dirlewangerowcy zajmowali się m.in. przeciwdziałaniem szmuglowi, który napływał do lubelskiego getta.
Członkowie SS-Sondereinheit Dirlewanger pełnili także służbę wartowniczą w obozach pracy dla Żydów. Między innymi byli przez pewien czas strażnikami w obozie przy ul. Lipowej w Lublinie. Nadzorowali ponadto żydowskich robotników przymusowych, którzy pracowali przy budowie wielkiego rowu przeciwpancernego (Grenzwall) na ówczesnej granicy niemiecko-radzieckiej. Sam Dirlewanger pełnił przez pewien czas funkcję komendanta obozu w Dzikowie Starym, będącego podobozem obozu pracy w Bełżcu. W drugiej połowie 1941 roku około 10 członków Wilddiebkommando odkomenderowano czasowo do obozu janowskiego we Lwowie.
SS-Sondereinheit Dirlewanger szybko zdobył sobie bardzo złą reputację ze względu na niski poziom dyscypliny oraz liczne przestępstwa, których dopuszczali się jego członkowie: korupcję, malwersacje, grabieże, wymuszenia, oszustwa, czarnorynkowy handel, a nawet gwałty i inne akty przemocy. Z tego powodu zostało nawet wszczęte wewnętrzne śledztwo SS. Sam Dirlewanger zabił co najmniej kilku Żydów przy użyciu trucizny – rzekomo, aby ich odzież nie została uszkodzona w czasie egzekucji przez rozstrzelanie. Miał także zatrzymywać Żydów pod zarzutem „popełniania mordów rytualnych”, a następnie wymuszać łapówki wysokości 15 tys. złotych za odstąpienie od egzekucji oskarżonego. Utrzymywał niedozwolone stosunki seksualne z żydowską więźniarką, co wywołało nawet „zgorszenie” i donosy niektórych jego podkomendnych.
Ostatecznie – mimo sprzeciwu Dirlewangera, któremu z pomocą przyszedł jego protektor Gottlob Berger – Globocnik wspólnie z Wyższym Dowódcą SS i Policji „Wschód” SS-Obergruppenführerem Friedrichem Wilhelm Krügerem zdołali doprowadzić do usunięcia jednostki z okupowanej Polski. Ten ostatni zagroził przy tym, że „jeśli ta banda kryminalistów nie zniknie w ciągu tygodnia z Generalnego Gubernatorstwa, to sam pojadę i zamknę go [Dirlewangera]”.

### Dirlewangerowcy na Białorusi

#### 1942
Pod koniec stycznia 1942 roku SS-Sonderkommando Dirlewanger zostało wycofane z Lublina, a następnie dyslokowane na okupowane tereny ZSRR (dzisiejsza Białoruś). 10 lutego tegoż roku oddział zajął kwatery w Mohylewie – w zabudowaniach dawnego szpitala psychiatrycznego lub w gmachu miejscowego NKWD. Pod względem taktycznym zwierzchność nad jednostką objął Wyższy Dowódca Policji i SS „Rosja-Środek” SS-Obergruppenführer Erich von dem Bach-Zelewski.
Początkowo dirlewangerowcy pełnili służbę strażniczą i wartowniczą w Mohylewie, m.in. nadzorując tamtejsze getto. Już na początku marca 1942 roku po raz pierwszy wzięli jednak udział w akcji przeciwpartyzanckiej w rejonie kliczewskim pod Bobrujskiem. W kolejnym miesiącu oddział prowadził walki z radzieckimi partyzantami w lasach na obszarze między rzekami Druć i Berezyna. W tym czasie w jego szeregach służyło około 250 ludzi. Późną wiosną 1942 roku jednostka po raz pierwszy zaczęła występować w oficjalnych dokumentach pod nazwą SS-Sonderbataillon Dirlewanger.
Już w pierwszych starciach z radzieckimi partyzantami oddział Dirlewangera poniósł stosunkowo duże straty. W rezultacie, począwszy od 28 maja 1942 roku, jego szeregi zaczęto uzupełniać cudzoziemskimi ochotnikami: Ukraińcami, Rosjanami, Białorusinami. W pierwszej grupie znaleźli się radzieccy jeńcy wojenni, których zrekrutowano w Dulagu 185 w Mohylewie, a następnie wcielono do batalionu pomocniczego Ukraińskiej Policji Pomocniczej (Ukrainische-Schutzmannschafts-Ausbildungs-Bataillon). Początkowo „hiwisi” stanowili około 15% stanu osobowego jednostki; na resztę składali się zwolnieni z więzień kłusownicy (60%), żołnierze z zarzutami dyscyplinarnymi (20%) oraz kadra dowódcza SS z normalnego przydziału służbowego (5%). Z czasem liczba „obcoplemieńców” zaczęła jednak rosnąć. W sierpniu 1942 roku w skład SS-Sonderbataillon wchodziły już trzy kompanie, z których tylko jedna była złożona w całości z Niemców (kłusowników).
17 września 1942 roku oddział Dirlewangera otrzymał uzupełnienia w liczbie 115 kłusowników. Hubert Kuberski podaje, że w grupie tej po raz pierwszy znaleźli się byli więźniowie kryminalni i polityczni, w tym także pewna liczba niemieckich Sinti, których osadzono w obozach koncentracyjnych jako tzw. aspołecznych. W zależności od źródeł szacuje się, że jesienią 1942 roku w szeregach batalionu służyło od 350 do 480 żołnierzy, z czego około 50–55% stanowili cudzoziemscy ochotnicy.
Początkowo jednostka Dirlewangera operowała przede wszystkim na obszarach wschodniej Białorusi. Zimą 1942/43 roku terenem jej działalności operacyjnej stały się natomiast okolice Mińska i Słucka oraz północna część Polesia. W 1942 roku wzięła udział w następujących operacjach przeciwpartyzanckich:
| Kryptonim             | Data                       | Lokalizacja                                                                         | Rezultaty |
| --------------------- | -------------------------- | ----------------------------------------------------------------------------------- | --- |
| „Potsdam”             | czerwiec 1942              | Rejony kliczewski i kirowski                                                        | Spacyfikowano Borki i szereg sąsiednich wsi. Niemcy i ich kolaboranci zamordowali ponad 3 tys. cywilów. |
| „Maikäfer”            | I połowa lipca 1942        | Rejony bychowski, kliczewski i kirowski                                             | Operacja zakończyła się niepowodzeniem, gdyż Niemcom nie udało się rozbić partyzanckiego zgrupowania. Spacyfikowano dziesięć wsi. Dirlewanger został ranny w rękę podczas starcia pod wsią Vajevičy.                                                    |
| „Adler”               | 15 lipca – 8 sierpnia 1942 | Tereny między Bobrujskiem i Mohylewem                                               | Spalono około 30 wsi, zabito na miejscu lub zamordowano po przesłuchaniu 1809 partyzantów i cywilów. Oddziały pacyfikacyjne straciły 25 zabitych, 64 rannych i dwóch zaginionych.                                                                       |
| „Greif”               | 16–28 sierpnia 1942        | Trójkąt Orsza – Smoleńsk – Witebsk                                                  | Spacyfikowano kilkanaście wsi, zabito 800 partyzantów i cywilów, 595 cywilów wysłano na roboty przymusowe. Oddziały pacyfikacyjne straciły 12 zabitych i 16 rannych.                                                                                    |
| „Nordsee”/„Breslau I” | 2–8 września 1942          | Okolice Bychowa                                                                     | Rozbicie partyzanckiego obozu, schwytanie 187 partyzantów, spośród których 134 rozstrzelano. |
| „Breslau II”          | 14–17 września 1942        | Obszar między rzeką Druć, linią kolejową Rohaczew – Stary Bychów oraz wsią Aziarany | Zabito 104 osoby, w większości cywilów. Operacja wykonana głównie siłami Ordnungspolizei; oddział Dirlewangera pozostawał zasadniczo w rezerwie. |
| „Regatta”             | 4–8 października 1942      | Rejon horecki                                                                       | Operacja zakończona niepowodzeniem, gdyż Niemcom nie udało się rozbić brygady partyzanckiej „Gwiazda”. We wsi Rekatka rozstrzelano nieustaloną liczbę cywilów podejrzewanych o współpracę z partyzantką. Wielu chłopów wywieziono na roboty przymusowe. |
| „Karlsbad”            | 14–23 października 1942    | Trójkąt Borysów – Orsza – Mohylew                                                   | Niemcy zdołali rozbić brygadę partyzancką „Czekista”. Spalono 14 wsi oraz zamordowano 2984 cywilów. Oddziały pacyfikacyjne straciły 27 zabitych i 65 rannych.                                                                                           |
| „Frieda”              | 5–20 listopada 1942        | Rejony berezyński, czerwieński i smolewicki                                         | Zabito około 130 partyzantów, a dziesięciu wzięto do niewoli. Spacyfikowano cztery wsie, mordując ponad 370 mieszkańców. Zrabowano 1280 ton zboża i 630 sztuk bydła.                                                                                    |
| „Sonnenwende I”       | II połowa grudnia 1942     | Obszar między Berezyną a Czerwieniem                                                | Zabito 271 osób, z czego najprawdopodobniej większość stanowili cywile. |
| „Beresino–Mogilew”    | 26–30 grudnia 1942         | Okolice wsi Koŭbča, Halynka i Šaboŭka nieopodal szosy Berezyna – Czerwień           | SS-Sonderbataillon Dirlewanger stracił 5 zabitych i 10 rannych. Straty partyzantów nieznane. |

#### 1943

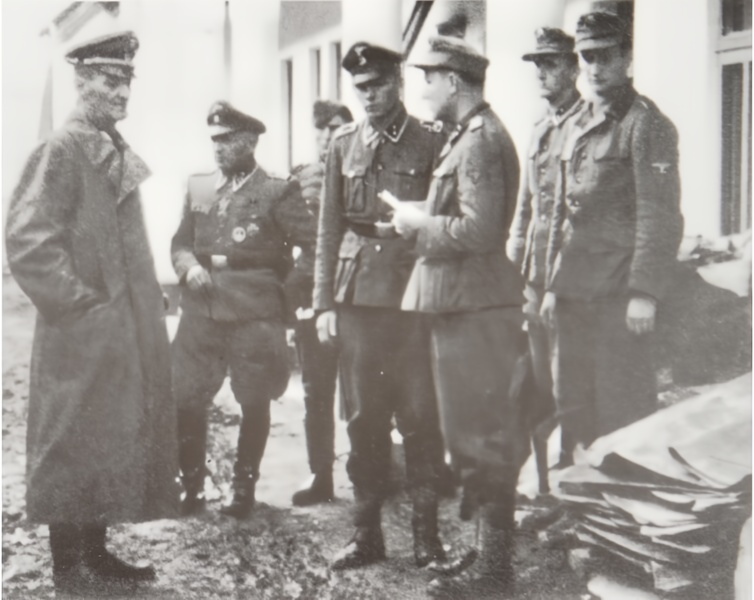
Oskar Dirlewanger (pierwszy z lewej) i jego sztabowcy podczas pobytu w pałacu Tyszkiewiczów w Łohojsku

Pod koniec lutego 1943 roku SS-Sonderbataillon został dyslokowany ze Słucka do Łohojska. Kwatery zajął w zabudowaniach pałacu Tyszkiewiczów. W tym czasie jego struktura organizacyjna przedstawiała się następująco:
- kompania niemiecka (kłusownicy), dowódca SS-Sturmbannführer Karl-Joachim Praefke;
- 1. kompania rosyjska („hiwisi”), dowódca SS-Hauptsturmführer Kurt Gramatke;
- 2. kompania rosyjska („hiwisi”), dowódca SS-Obersturmführer Waldemar Wilhelm.

Podjęto także działania w celu utworzenia kompanii sztabowej, przy czym zgodnie z zarządzeniem Dirlewangera jej członkami mogli być wyłącznie żołnierze, którzy przesłużyli w jednostce dwa lata. Mimo ciągłego zapotrzebowania na uzupełnienia osobowe, dowódca SS-Sonderbataillon nie zgodził się na propozycję dowódcy Ordnungspolizei w Mińsku, by do jego jednostki skierować łotewskich kolaborantów, na których ciążyły wyroki dyscyplinarne.
W 1943 roku działania przeciwpartyzanckie nabrały jeszcze bardziej brutalnego i niszczycielskiego charakteru. Aby pozbawić partyzantów zaplecza, Niemcy zaczęli tworzyć tzw. strefy śmierci (Tote Zonen), w obrębie których niszczono wszystkie zabudowania, gruntownie rabowano płody rolne i bydło, a mieszkańców mordowano lub wywożono na roboty przymusowe. W tymże roku jednostka Dirlewangera wzięła udział w następujących operacjach przeciwpartyzanckich:
| Kryptonim        | Data                               | Lokalizacja                                        | Rezultaty |
| ---------------- | ---------------------------------- | -------------------------------------------------- | --- |
| „Franz”          | 28 grudnia 1942 – 14 stycznia 1943 | Na południe od Bobrujska                           | Z rąk sił pacyfikacyjnych zginęło ponad 2 tys. osób, w większości byli to białoruscy i żydowscy cywile. Ponad tysiąc Białorusinów wywieziono na roboty przymusowe. Zrabowano 2,4 tys. zwierząt hodowlanych. Oddziały pacyfikacyjne straciły 4 zabitych i 6 rannych. |
| „Erntefest”      | 19 – 28 stycznia 1943              | Okolice Słucka                                     | Niemcy zabili 805 partyzantów, a kolejnych 34 wzięli do niewoli. Zamordowano 1165 cywilów, a 1308 wywieziono na roboty przymusowe. Zrabowano 5330 zwierząt hodowlanych. Oddziały pacyfikacyjne straciły 3 zabitych i 4 rannych. |
| „Erntefest II”   | 30 stycznia – 15 lutego 1943       | Na zachód od szosy Mińsk – Słuck                   | Zamordowano 2325 osób, a kolejnych 272 wywieziono na roboty do Niemiec. Częściowo spalono m.in. wieś Rudnia. |
| „Hornung”        | 8–26 lutego 1943                   | Rejon słucki                                       | Niemcy zamordowali 9662 „partyzantów”, w większości białoruskich chłopów, a także 3,3 tys. Żydów. Dirlewangerowcy spalili cztery wsie. Zrabowano 16,7 tys. zwierząt hodowlanych. |
| „Dirlewanger”    | 3–14 marca 1943                    | Obszar między Łohojskiem i Smolewiczami            | Operacja o charakterze lokalnym. 12 marca dirlewangerowcy wspierani przez SD-Kommando, pod dowództwem SS-Hauptsturmführera Artura Wilkego rozstrzelali 21 „bandytów” i 212 „pomocników”. Dwa dni później spalili wsie Przylepy, Lady i Dobrowo. |
| „Lenz Süd”       | przełom marca i kwietnia 1943      | Okolice Borysowa                                   | Operacja wymierzona przeciwko zgrupowaniom partyzanckim „Razgrom”, „Bolszewik” i „Buria”. |
| „Lenz Nord”      | 8–13 kwietnia 1943                 | Obszar między Borysowem a Mołodecznem              | Direlwangerowcy zniszczyli wsie Chutenowo, Sagerje-Ost i Antonopol. |
| „Zauberflötte”   | 17–22 kwietnia 1943                | Mińsk                                              | Gruntownie przeszukano dzielnice miasta, starając się wyłowić członków ruchu oporu oraz ich współpracowników. 52,5 tys. osób zatrzymano na punktach zbornych, a kolejnych 5,5 tys. natychmiast deportowano na roboty przymusowe do Niemiec. |
| „Draufgänger I”  | 28–30 kwietnia 1943                | Okolice Mołodeczna, Pleszczenic i Łohojska         | SS-Sonderbataillon zabezpieczał zbiór kontyngentów rolnych. |
| „Draufgänger II” | 1–10 maja 1943                     | Okolice Mołodeczna, Borysowa i Starzynek           | W Mołodecznie, Borysowie oraz Starzynkach batalion dokonał egzekucji osób podejrzewanych o współpracę z partyzantką oraz rekwizycji płodów rolnych i inwentarza. Przeczesał także lasy w rejonie Wilejki. Spalono łącznie siedem wsi. Dirlewangerowcy zabili w walce 386 partyzantów oraz zamordowali 294 osoby „podejrzewane o bandytyzm”. Ujęto 33 podejrzanych i 248 dzieci, a także zdobyto 120 ton żywności i innych trofeów. |
| „Cottbus”        | 19 maja – 28 czerwca 1943          | Obwód witebski                                     | Niemcy zabili około 12–13 tys. Białorusinów, z czego tylko 6087 poległo w walce. Wzięto do niewoli 654 partyzantów. 6053 osób wywieziono na roboty przymusowe. Zrabowano 6501 zwierząt hodowlanych. |
| „Günther”        | przełom czerwca i lipca 1943       | Lasy pod Mołodecznem, Besiadami, Rudnią i Manyłami | Zabito 25 partyzantów i 266 cywilów. 1301 osób wywieziono na roboty przymusowe. SS-Sonderbataillon stracił 2 zabitych i 2 rannych. |
| „Hermann”        | 13 lipca – 11 sierpnia 1943        | Puszcza Nalibocka                                  | Sonderbataillon zabił lub rozstrzelał po ujęciu 1617 polskich i sowieckich partyzantów, a kolejnych 33 wziął do niewoli. Ponadto dirlewangerowcy zniszczyli 64 obozowiska partyzanckie, 48 pozycji bojowych, 11 bunkrów i dwa szpitale wojenne, a także zdobyli 5 armat i 5 moździerzy, 17 karabinów maszynowych, 4 pistolety maszynowe, 246 karabinów, 6 pistoletów. Łącznie wszystkie jednostki niemieckie uczestniczące w operacji spaliły zabudowania w 150 wsiach, zamordowały około 4199–4280 cywilów, a kolejnych 20 944 deportowały na roboty przymusowe. Od 654 do 2329 partyzantów, głównie sowieckich, zostało wziętych do niewoli. Batalion stołpecki AK oraz iwienieckie zgrupowanie radzieckiej partyzantki poniosły ciężkie straty, jednakże zdołały uniknąć zniszczenia. Sonderbataillon stracił 1 zabitego i 19 rannych (wg innych źródeł 13 zabitych i 43 rannych). |

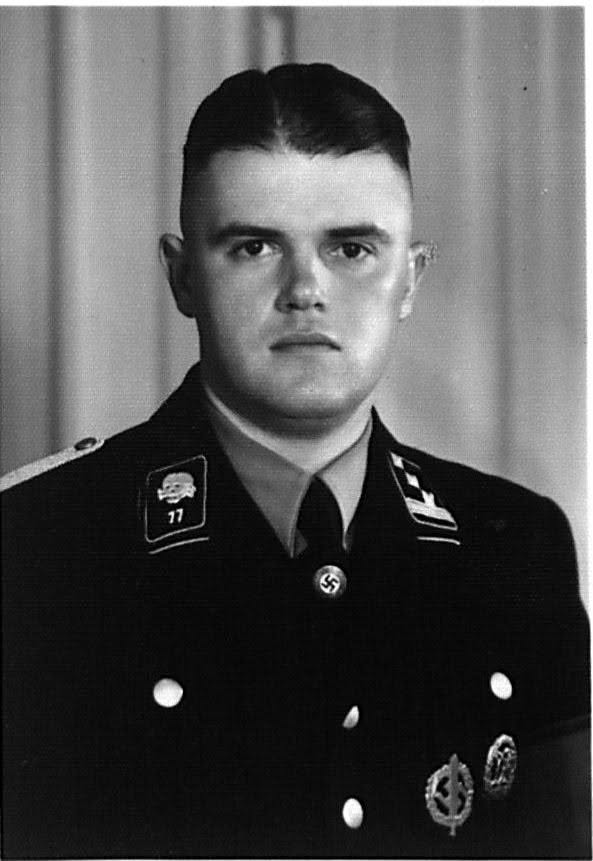
Kurt Weiße, dowódca 1. kompanii SS-Sonderbataillon, później szef sztabu i zastępca dowódcy jednostki

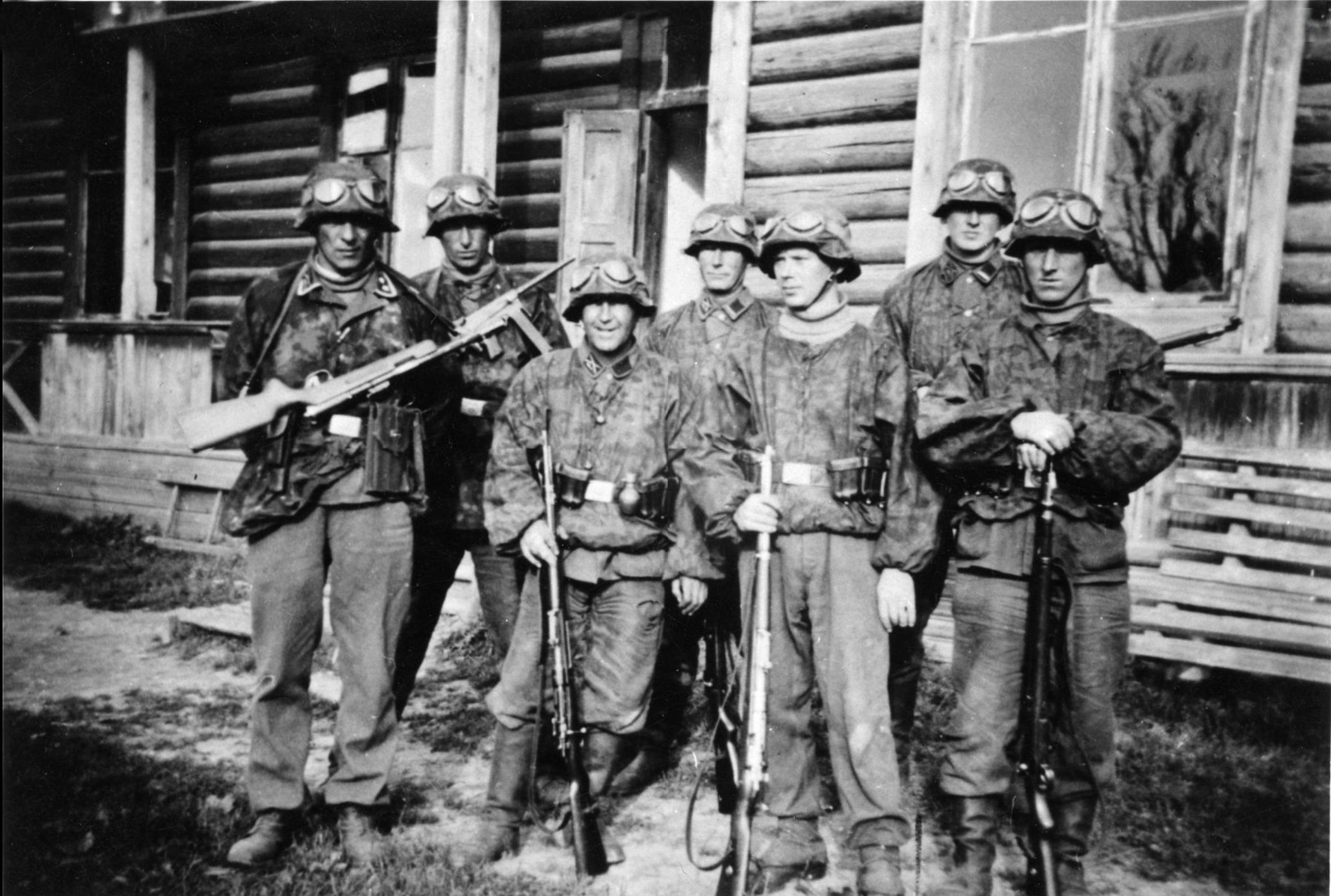
Członkowie oddziału rozpoznawczego SS-Sonderbataillon. Mińsk, rok 1943.

W lipcu 1943 roku SS-Sonderbataillon otrzymał uzupełnienia, w których po raz pierwszy dominującą grupę stanowili więźniowie skazani za przestępstwa niezwiązane z kłusownictwem: kryminaliści oraz „aspołeczni”. Do jednostki przysłano wtedy 321 rekrutów, spośród których 294 przywieziono z obozów koncentracyjnych Dachau, Buchenwald, Mauthausen-Gusen i Sachsenhausen. Z nowo przybyłych sformowano dwie kompanie. W rezultacie 10 sierpnia 1943 roku batalion został przekształcony w pułk specjalny – SS-Sonderregiment Dirlewanger (Kuberski podaje, że nastąpiło to dopiero jesienią). Struktura jednostki przedstawiała się odtąd następująco:
- 1. kompania (kłusownicy), dowódca SS-Hauptsturmführer Kurt Weiße;
- 2. kompania (rekruci z obozów koncentracyjnych), dowódca SS-Hauptsturmführer Rudolf Stöweno;
- 3. kompania (rekruci z obozów koncentracyjnych), dowódca SS-Oberscharführer Friedrich Böhme;
- 4. kompania („hiwisi”), dowódca SS-Hauptsturmführer Josef Grohmann;
- 5. kompania („hiwisi”), dowódca SS-Obersturmführer Waldemar Wilhelm;
- kompania sztabowa pod dowództwem SS-Hauptscharführera Bellera;
- bateria artylerii i Abteilung IVa.

Po reorganizacji w szeregach jednostki służyło 550 żołnierzy, przy czym 35% składu osobowego stanowili odtąd kryminaliści i „aspołeczni”, 15% kłusownicy, 15% żołnierze z zarzutami dyscyplinarnymi, 30% „hiwisi”, a 5% kadra dowódcza SS z normalnego przydziału służbowego. Ponadto 12 października Dirlewangerowi podporządkowano na cztery miesiące kompanię łotewskich policjantów (SS-Lettenkompanie).
Na mocy porozumienia, które 3 września 1943 roku Heinrich Himmler zawarł z inspektorem lasów Rzeszy oraz łowczym Rzeszy Hermannem Göringiem, wszyscy skazani za kłusownictwo mieli być automatycznie kierowani do jednostki Dirlewangera.
Na początku listopada 1943 roku SS-Sonderregiment Dirlewanger po raz pierwszy zmierzył się w boju z regularnymi oddziałami Armii Czerwonej. W związku z zajęciem przez Sowietów rejonu Newla został bowiem wraz z pozostałymi jednostkami policyjnej grupy bojowej von Gottberg przerzucony na pierwszą linię frontu, w okolice Witebska. Walki, które trwały do początków stycznia 1944 roku, miały charakter wojny pozycyjnej. Pułk Dirlewangera poniósł wtedy straty w wysokości 42 zabitych; był wśród nich dowódca 2. kompanii SS-Hauptsturmführer Rudolf Stöweno. Prawdopodobnie nie wszyscy żołnierze chętnie stawali do boju z silnie uzbrojonym przeciwnikiem, gdyż Dirlewanger był zmuszony wprowadzić karę śmierci za ucieczkę z pola walki.

#### 1944
Na początku 1944 roku w szeregach pułku służyło około 460 żołnierzy, w tym 201 „hiwisów”. Do tego należy dodać 157 łotewskich policjantów z czasowo podporządkowanej kompanii policyjnej.
Począwszy od lutego 1944 roku, do pułku napływali stopniowo rekruci z nowego 800-osobowego kontyngentu kłusowników i kryminalistów. Dirlewanger podjął także skuteczne zabiegi w celu wcielenia w szeregi jednostki tych członków SS, których skazano za rozmaite wykroczenia dyscyplinarne, a następnie osadzono w obozach karnych w Pradze, Bobrujsku i Danzig-Matzkau (ob. Gdańsk-Maćkowy). Ingrao oblicza, że do czerwca 1944 roku przez szeregi SS-Sonderregiment Dirlewanger przewinęło się około 2150 ludzi, w tym 250 kłusowników, 1200 więźniów kryminalnych i aspołecznych, 200 esesmanów skazanych za przewinienia dyscyplinarne oraz około 500 „hiwisów”.
W kwietniu i maju SS-Sonderregiment uczestniczył w zakrojonej na szeroką skalę operacji przeciwpartyzanckiej „Frühlingsfest”, która objęła rejon Lepel – Połock – Dokszyce. W czasie tej operacji siły pacyfikacyjne miały zabić 7011 partyzantów, aczkolwiek zdobyto tylko 1065 sztuk broni. Straty jednostki Dirlewangera wyniosły 19 zabitych i 43 rannych.
Ostatnią operacją pacyfikacyjną przeprowadzoną przez dirlewangerowców na Białorusi było zniszczenie sowchozu „Sieljatiel” w czerwcu 1944 roku.
22 czerwca 1944 roku Armia Czerwona rozpoczęła operację „Bagration”, której rezultatem było niemal całkowite rozgromienie niemieckiej Grupy Armii „Środek”. SS-Sonderregiment Dirlewanger, pozostający nadal w składzie Kampfgruppe von Gottberg, wycofał się w rejon Lidy. 5–7 lipca prowadził walki obronne na południe od linii kolejowej Lida – Mołodeczno, w oparciu o znajdujące się tam okopy z czasów I wojny światowej. Dzięki kontratakowi przeprowadzonemu ze skrzydła na szpicę radzieckiego 26. Korpusu Pancernego, zdołał zapobiec okrążeniu Kampfgruppe von Gottberg. Ostatecznie pułk był zmuszony kontynuować odwrót na zachód, docierając do Łomży.

#### Przykłady zbrodni dirlewangerowców na Białorusi
Hubert Kuberski podaje, że jednostka Dirlewangera wzięła udział w połowie spośród 43 operacji przeciwpartyzanckich, które Niemcy przeprowadzili na Białorusi w czasie II wojny światowej. Christian Ingrao podaje z kolei, że wzięła udział w 27 dużych operacjach – jako samodzielny oddział lub jako jednostka włączona w skład większych formacji – a także w licznych akcjach o mniejszej skali, prowadzonych w pobliżu miejsc dyslokacji.
W czasie operacji przeciwpartyzanckich prowadzonych przez Niemców na Białorusi stosunek liczby zdobytych sztuk broni do liczby zabitych „partyzantów” wynosił zwykle 1 do 6–10, co jasno wskazuje, że ofiarą pacyfikacji padali przede wszystkim bezbronni cywile – białoruscy chłopi oraz żydowscy uciekinierzy, którzy ukrywali się w lasach. W wielu tych zbrodniach bezpośrednio uczestniczyli członkowie Wilddiebkommando. Tylko w ciągu pierwszych piętnastu miesięcy spędzonych na Białorusi dirlewangerowcy mieli zamordować około 15 tys. osób. W tym czasie jednostka utraciła zaledwie 92 zabitych i zaginionych.
Między innymi 15 czerwca 1942 roku, w trakcie operacji „Potsdam”, razem z żołnierzami innych niemieckich i kolaboracyjnych jednostek spacyfikowali wieś Borki oraz okoliczne miejscowości, mordując 2027 Białorusinów i Żydów. W czasie tej masakry ofiary – nie wyłączając kobiet i dzieci – spędzano do stodół, masakrowano ogniem broni maszynowej, a następnie podpalano wypełnione zwłokami i rannymi budynki. W tym samym miesiącu dirlewangerowcy wraz z funkcjonariuszami Einsatzkommando 8 spalili wieś Studzionka w rejonie bychowskim, mordując 836 mieszkańców. W październiku 1942 roku, podczas operacji „Karlsbad”, spalili wsie Uchwała i Uznaż, mordując odpowiednio 152 i 360 mieszkańców. Niektóre ofiary wrzucono żywcem do studni. W listopadzie 1942 roku, podczas operacji „Frieda”, spacyfikowali wieś Dubaŭručča, paląc 80 domów i mordując około 240–247 mieszkańców. Podczas pacyfikacji przeprowadzanych w lutym 1943 mieszkańców białoruskich wiosek palili żywcem w stodołach. 22 marca 1943 roku wspólnie z ukraińskimi kolaborantami z 118 Batalionu Schutzmannschaft spacyfikowali polsko-białoruską wieś Chatyń, mordując 149 mieszkańców, w tym 76 dzieci (według innych źródeł liczba ofiar sięgnęła 156). Większość ofiar spalono żywcem w stodole. Masakra ta w polityce historycznej ZSRR urosła później do rangi symbolu niemieckich zbrodni popełnionych podczas okupacji Białorusi.
W czerwcu 1943 roku, podczas operacji „Cottbus”, dirlewangerowcy jako pierwsi zastosowali taktykę, która polegała na pędzeniu białoruskich cywilów leśnymi drogami, co do których istniało podejrzenie, że zostały zaminowane przez partyzantów. Niemcy zwykli określać tych zakładników mianem „wykrywaczy min”. Z raportu Ericha von dem Bacha wynika, że podczas samej tylko operacji „Cottbus” zginęło na minach 2–3 tys. Białorusinów. Dirlewanger miał także zwyczaj nadlatywać nad „podejrzaną” wieś lekkim samolotem rozpoznawczym. Jeżeli ze wsi lub jej okolicy otwierano ogień do samolotu, notował jej położenie na mapie, by później wrócić ze swoimi ludźmi, spalić zabudowania i wymordować wszystkich mieszkańców.
W lipcu i sierpniu SS-Sonderbataillon Dirlewanger uczestniczył w operacji „Hermann”, której celem była pacyfikacja obszaru Puszczy Nalibockiej. W czasie tej operacji Kampfgruppe von Gottberg, do której należała m.in. jednostka Dirlewangera, spaliła zabudowania w 150 wsiach, zamordowała około 4199–4280 cywilów (w tym 150 członków konspiracyjnej siatki terenowej AK), a kolejnych 20 944 Polaków i Białorusinów deportowała na roboty przymusowe. Zrabowano także 22 275 sztuk pogłowia hodowlanego oraz znaczną ilość plonów rolnych. Wiele spośród popełnionych wtedy zbrodni można zapisać na konto SS-Sonderbataillon Dirlewanger. Między innymi we wsi Dory oraz w folwarku Łapice (powiat stołpecki) dirlewangerowcy spalili żywcem odpowiednio 106 i 125 osób. Szeregu mordów dopuścili się także w kilkunastu innych wsiach. Ponadto uprowadzili na roboty przymusowe 2955 osób.
Dirlewangerowcy na masową skalę dopuszczali się przemocy seksualnej. W czasie pacyfikacji białoruskich wsi porywali młode kobiety i dziewczęta, które były następnie gwałcone podczas orgii urządzanych w koszarach. Po dokonanym gwałcie ofiary mordowano lub sprzedawano innym niemieckim oddziałom bądź organom administracji cywilnej. Przykład swym podkomendnym dawał sam Dirlewanger, który podczas służby na Białorusi utrzymywał „prywatny harem”, złożony najpierw z młodych Żydówek, a później z Rosjanek i Białorusinek.
Członkowie jednostki dokonywali również szeroko zakrojonych grabieży, zarówno oficjalnych – w formie odgórnie zarządzonych „rekwizycji”, jak i poprzez indywidualne kradzieże. W czasie samej tylko operacji „Hermann” zrabowali 1251 sztuk pogłowia hodowlanego i 115 podwód.
Okrucieństwo Dirlewangera i jego ludzi budziło oburzenie nawet niemieckiej administracji cywilnej. Komisarz Główny Komisariatu Rzeszy „Wschód” Hinrich Lohse oraz komisarz Okręgu Generalnego „Białoruś” Wilhelm Kube składali protesty przeciwko ślepemu i masowemu terrorowi, który SS stosowała na Białorusi. Ten ostatni odnotował w jednym ze swych pism:

Fatalną rolę odgrywa tu szczególnie nazwisko Dirlewangera, ponieważ ten człowiek podczas swej bezwzględnej wyprawy eksterminacyjnej przeciwko spokojnej ludności świadomie nie bierze pod uwagę jakichkolwiek konieczności politycznych. Wobec często stosowanych przy tym metod, przypominających ekscesy z wojny trzydziestoletniej, zapewnienia niemieckiej administracji cywilnej o pożądanej współpracy narodu białoruskiego wyglądają na kłamstwo. Liczba wsi zniszczonych w toku wielkich akcji policji przewyższa liczbę wsi spalonych przez partyzantów.

W jednej ze spacyfikowanych wsi z rąk dirlewangerowców zginęli nawet bracia Franciszka Kuszla – głównego pełnomocnika ds. białoruskich oddziałów Schutzmannschaft. Otto Bräutigam, wysokiej rangi urzędnik w Ministerstwie Rzeszy do spraw Okupowanych Terytoriów Wschodnich zażądał w pewnym momencie wszczęcia śledztwa w sprawie postępowania jednostek SS i policji na Białorusi, jednakże spotkał się z odmową SS-Obergruppenführera Gottloba Bergera – wieloletniego protektora dowódcy Wilddiebkommando. Niemniej Berger był zmuszony przyznać w rozmowie z Himmlerem, że postępowanie dirlewangerowców na Białorusi było „całkowicie nieodpowiedzialne”.
Ingrao szacuje, że w ciągu 53 miesięcy spędzonych na Białorusi jednostka Dirlewangera spaliła około 100 wsi, mordując prawdopodobnie ponad 30 tys. osób.

### Powstanie warszawskie

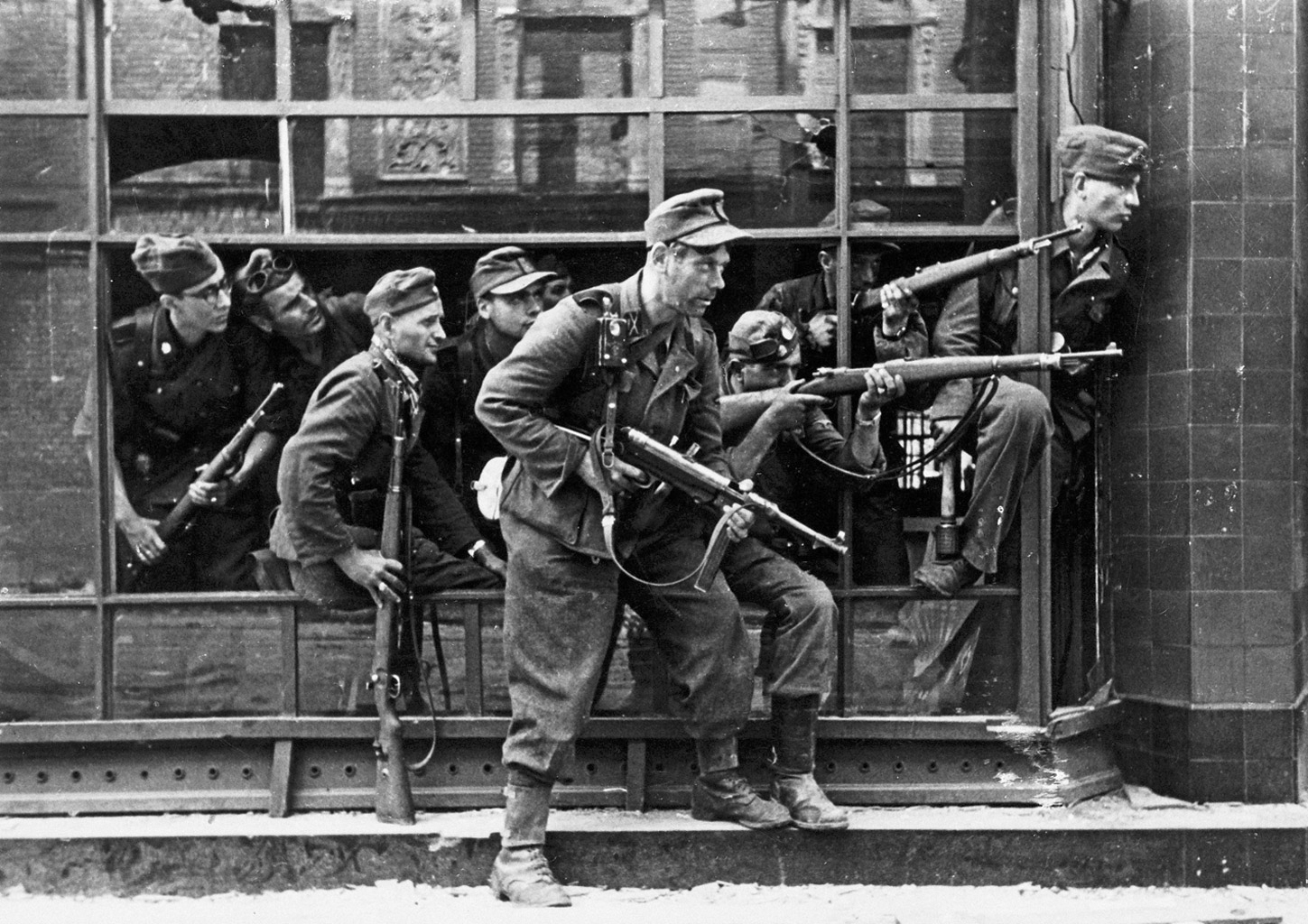
Dirlewangerowcy na ul. Focha w Warszawie

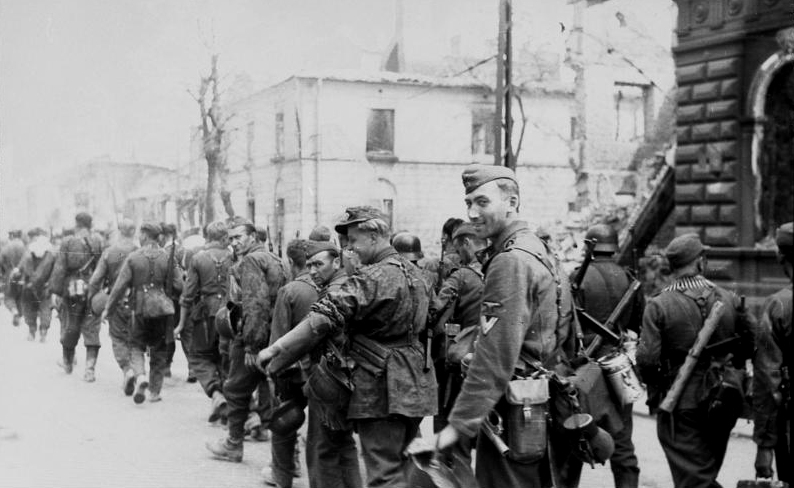
Żołnierze jednostki Dirlewangera maszerujący ulicą Chłodną

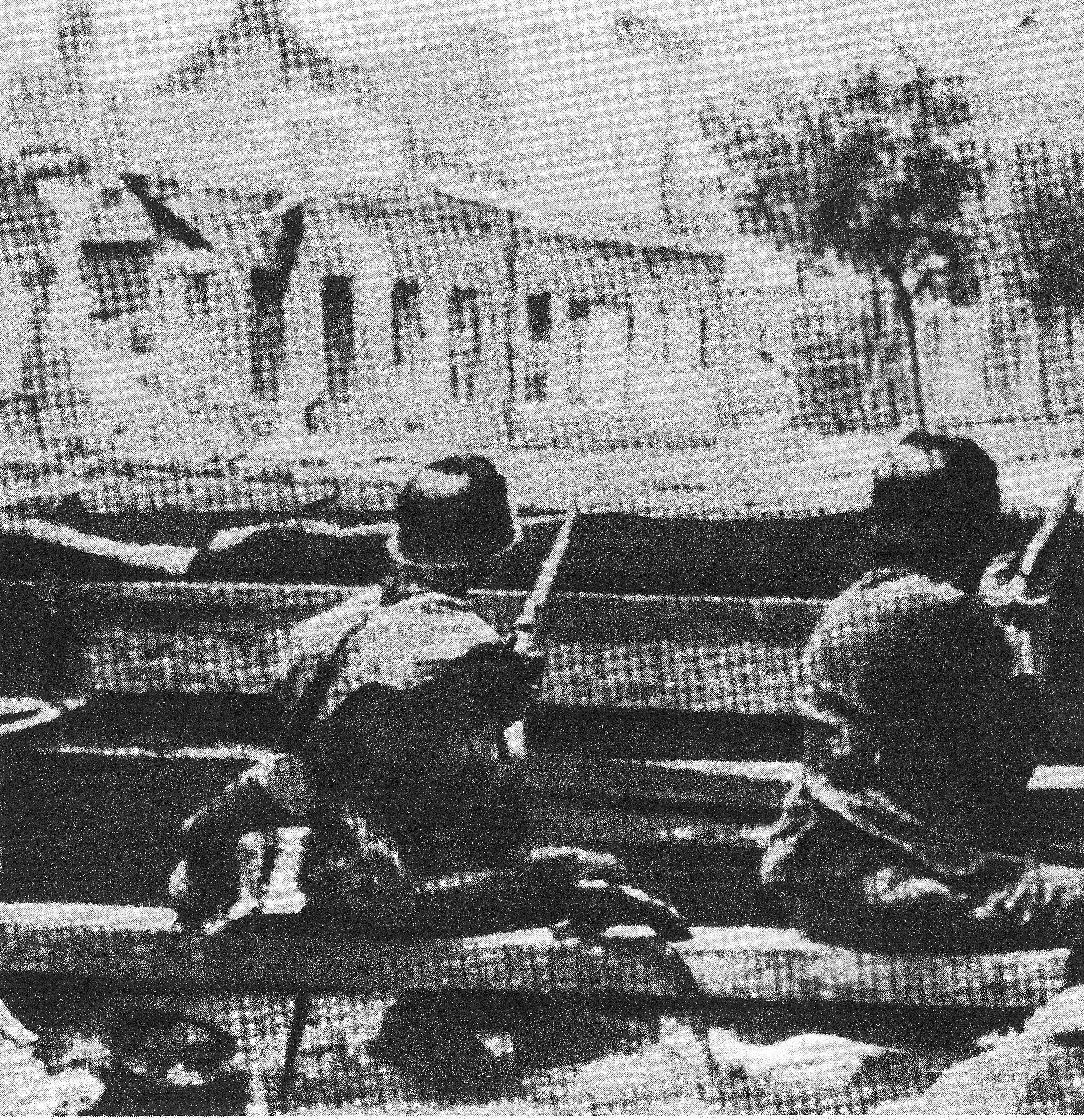
Podczas walk na ul. Chłodnej, pomiędzy 5 a 7 sierpnia 1944

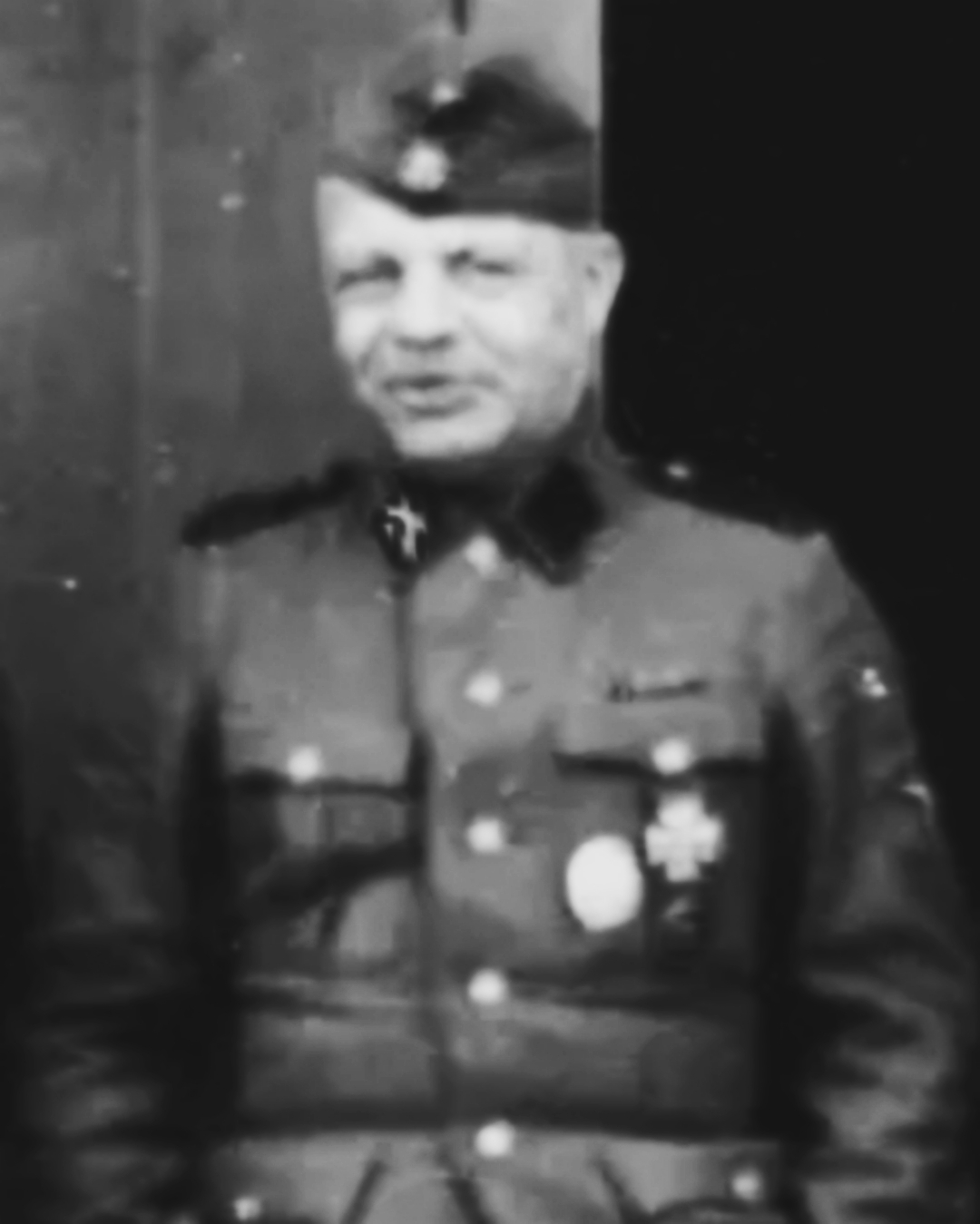
SS-Hauptsturmführer Herbert Meyer, dowódca I batalionu SS-Sonderregiment Dirlewanger

Pod koniec lipca 1944 roku zapadła decyzja o przeniesieniu pułku z Łomży do Arys w Prusach Wschodnich (ob. Orzysz), gdzie planowano uzupełnić jego stan osobowy. W trakcie dyslokacji jednostka otrzymała jednak rozkaz natychmiastowego udania się do Warszawy, gdzie wybuchło polskie powstanie. W tym czasie 40% jej stanu osobowego stanowili byli więźniowie kryminalni i „aspołeczni”, a kolejne 40% żołnierze Wehrmachtu i Waffen SS z zarzutami dyscyplinarnymi. Na resztę składało się 10% „Hiwisów”, 5% kłusowników oraz 5% kadry Waffen-SS z normalnego przydziału służbowego.
SS-Sonderregiment Dirlewanger został podporządkowany taktycznie SS-Gruppenführerowi Heinzowi Reinefarthowi, który dowodził improwizowaną grupą policyjną z Kraju Warty. Pierwszym zadaniem Reinefartha było wywalczenie przejścia przez Wolę do „dzielnicy rządowej” w rejonie pl. Marszałka Józefa Piłsudskiego, gdzie powstańcy odcięli gubernatora Fischera i generała Stahela, a następnie – poprzez przebicie się do mostu Kierbedzia – odblokowanie strategicznie ważnej „arterii wolskiej” (trasa: Wolska – Chłodna – Elektoralna – Senatorska – most Kierbedzia).
Pododdziały pułku przybywały do Warszawy stopniowo, stąd w momencie rozpoczęcia szturmu na Wolę na miejscu obecny był tylko jego sztab oraz I batalion dowodzony przez SS-Hauptsturmführera Herberta Meyera (365 ludzi). Dopiero 7 sierpnia do walk wszedł II batalion pod dowództwem SS-Sturmbannführera Josefa Steinhauera. Sam Dirlewanger dołączył natomiast do swoich żołnierzy dopiero w nocy z 8 na 9 sierpnia. W konsekwencji w czasie walk na Woli pułkiem dowodził jego zastępca i szef sztabu, SS-Sturmbannführer Kurt Weiße. Podczas pobytu w Warszawie Dirlewanger wraz ze swoim sztabem kwaterował w gmachu Szpitala Zakaźnego św. Stanisława przy ul. Wolskiej 37. SS-Brigadeführer Ernst Rode zeznał po wojnie, że Dirlewanger otrzymał od Himmlera napisany odręcznie ołówkiem rozkaz, w którym Reichsführer-SS zapowiadał mu w imieniu Hitlera, że Warszawa zostanie zrównana z ziemią, a sam Dirlewanger jest upoważniony „zabijać kogo zechce, według swego upodobania”. Żołnierzom pułku, którzy rankiem 5 sierpnia ruszyli do szturmu na Wolę, rozkazano palić miasto i nie brać żadnych jeńców, nie wyłączając ludności cywilnej.
5–7 sierpnia oddziały grupy Reinefartha przebiły się przez Wolę, dokonując jednocześnie masowej rzezi polskiej ludności cywilnej. W czasie tych walk batalion Meyera poniósł bardzo poważne straty. Spośród 365 esesmanów, którzy rankiem 5 sierpnia rozpoczęli szturm na Wolę, tylko czterdziestu zdołało wieczorem 7 sierpnia dotrzeć do „dzielnicy rządowej”. Wbrew pokutującej opinii udział esesmanów z SS-Sonderregiment Dirlewanger w eksterminacji mieszkańców Woli najprawdopodobniej był jednak ograniczony. Bez wątpienia podczas walk prowadzonych na terenie tej dzielnicy dirlewangerowcy mordowali jeńców i cywilów w zdobytych przez siebie domach i kamienicach. Nie można także wykluczyć ich udziału w masowych egzekucjach, które odbywały się za linią frontu. Jest prawdopodobne, że esesmani z batalionu Meyera lub żołnierze podporządkowanych mu jednostek azerbejdżańskich uczestniczyli m.in. w wymordowaniu pacjentów i personelu Szpitala Wolskiego oraz Szpitala św. Łazarza. Niemniej, jak wskazuje Hubert Kuberski, ze względu na niewielką liczebność batalionu Meyera, a także fakt, że w pierwszych dniach sierpnia jego głównym celem była walka z powstańcami oraz odblokowanie „arterii wolskiej”, direlwangerowcy nie mogli odegrać kluczowej roli w eksterminacji mieszkańców Woli. Zachodnioniemieccy prokuratorzy, którzy badali zbrodnie popełnione przez oddziały niemieckie podczas tłumienia powstania warszawskiego, ocenili, że jednostce Dirlewangera można przypisać wyłączną odpowiedzialność tylko za szesnaście spośród czterdziestu jeden masowych egzekucji przeprowadzonych w rejonie Wolkastrasse (zapewne chodzi o ul. Wolską). Jednocześnie szereg dowodów, m.in. zeznania Polaków ocalałych z rzezi, wskazuje, że kluczową rolę w eksterminacji ludności Woli odegrały jednostki policyjne z Kraju Warty, złożone z reichsdeutschów (Niemców i Austriaków) oraz volksdeutschów – zazwyczaj starszych wiekiem rezerwistów, niezdolnych do służby na pierwszej linii frontu.
7–11 sierpnia SS-Sonderregiment Dirlewanger prowadził walki w rejonie pl. Teatralnego, pl. Zamkowego oraz pl. Bankowego, m.in. bezskutecznie usiłując wyprzeć polskich powstańców z gmachu ratusza. W czasie tych starć dirlewangerowcy wielokrotnie wykorzystywali polskich cywilów, w tym kobiety i dzieci, jako „żywe tarcze” osłaniające natarcia na powstańcze barykady. Jednocześnie wypędzali ludność z zajętych kwartałów Śródmieścia, dopuszczając się przy tym licznych zbrodni. Między innymi zamordowali około 350 mężczyzn w ruinach gmachu Opery Narodowej oraz zamordowali kilkunastu pacjentów Szpitala Maltańskiego, podpalając przy tym jeden z jego pawilonów. Zgwałcili także wiele kobiet i dziewcząt uwięzionych w gmachu opery.
Po utworzeniu 14 sierpnia Grupy Korpuśnej von dem Bacha (niem. Korpsgruppe von dem Bach) SS-Sonderregiment Dirlewanger wszedł w skład Grupy Bojowej „Reinefarth”. Wraz z kilkoma innymi pododdziałami – w tym elementami 111. pułku azerbejdżańskiego, wschodniomuzułmańskim pułkiem SS oraz Oddziałem Specjalnym „Bergmann” – tworzył odtąd tzw. grupę szturmową „Dirlewanger” (Angriffsgruppe Dirlewanger). W drugiej połowie sierpnia pułk uczestniczył w walkach o Stare Miasto, szturmując polskie pozycje z kierunku południowo-wschodniego. Po zdobyciu dzielnicy (2 września) jego żołnierze wzięli udział w masakrze pacjentów i personelu powstańczych szpitali, a także w wysiedlaniu ludności cywilnej, któremu towarzyszyły liczne mordy, gwałty i grabieże. Pułk Dirlewangera poniósł największe straty spośród wszystkich niemieckich jednostek uczestniczących w bitwie o Stare Miasto.
3 września pułk Dirlewangera wziął udział w szturmie na Powiśle, nacierając od północy, wzdłuż Wybrzeża Kościuszkowskiego oraz ulic Dobrej i Browarnej. Dzielnica została zdobyta po trzydniowych walkach. Również na Powiślu dirlewangerowcy dopuścili się licznych zbrodni. 5 września na jednym z podwórzy prawdopodobnie rozstrzelali 152 cywilów, których następnie w oficjalnym raporcie zaliczyli do grona zabitych powstańców (dało to początek historii o rzekomej masakrze jeńców z kompanii por. „Poboga”). 6 września w powstańczym szpitalu przy ul. Tamka 3 zamordowali co najmniej sześciu ciężko rannych oraz kapelana Zgrupowania AK „Konrad” o. Michała Czartoryskiego. Nieopodal zamordowali także około 30 cywilów, których wcześniej wykorzystali w charakterze „żywej tarczy”. Z kolei 27 września zamordowali 22 rannych i dwie sanitariuszki z powstańczego szpitala przy ul. Drewnianej 8.
Począwszy od 13 września SS-Sonderregiment Dirlewanger uczestniczył w natarciu na Powiśle Czerniakowskie, atakując od północy, od wiaduktu Mostu Poniatowskiego i al. 3 Maja, na pozycje zajmowane przez Zgrupowanie „Radosław”. W czasie tych walk dirlewangerowcy ponownie dopuścili się wielu mordów i gwałtów, w tym m.in. na pacjentach i personelu powstańczego szpitala w fabryce „Citroen” przy ulicy Czerniakowskiej 199.
Działalność SS-Sonderregiment Dirlewanger w Warszawie cechowała się wielkim okrucieństwem, ale jednocześnie bardzo wysokimi stratami. Adam Borkiewicz podawał, powołując się na relację Ericha von dem Bach-Zelewskiego, że w momencie rozpoczęcia walk w Warszawie pułk dysponował 860 esesmanami, a w ciągu dwumiesięcznych walk otrzymał uzupełnienia w liczbie 2,5 tys. ludzi. 1 października w jego szeregach znajdowało się natomiast 645 esesmanów, co oznaczałoby, że w czasie powstania stracił około 2715 zabitych i rannych. Christian Ingrao wskazuje natomiast, że w momencie rozpoczęcia walk SS-Sonderregiment dysponował 881 żołnierzami, otrzymał uzupełnienia w liczbie co najmniej 1850 ludzi, a po zakończeniu powstania w jego szeregach pozostało 648 esesmanów, co oznaczałoby, że poniósł straty w wysokości minimum 2083 zabitych, rannych i zaginionych. Tak duże straty były spowodowane m.in. nieodpowiednią taktyką dowództwa, które nie bacząc na ofiary zmuszało żołnierzy do frontalnych szturmów na polskie pozycje, a także brakiem doświadczenia dirlewangerowców w walkach miejskich.
30 września 1944 roku Dirlewanger został odznaczony Krzyżem Rycerskim (rozkaz w tej sprawie ukazał się 8 października). W uzasadnieniu wniosku o odznaczenie Erich von dem Bach-Zelewski zapisał m.in., że podczas walk o Stare Miasto „Dirlewanger wykazał wielkie umiejętności wojskowe, dzielność i nieustraszony charakter. Walcząc bez przerwy w pierwszej linii wraz ze swoimi ludźmi niszczył on gniazda oporu i strzelców wyborowych”.

### Ostatnie walki
Po stłumieniu powstania warszawskiego niemieckie dowództwo planowało skierować jednostkę Dirlewangera na odpoczynek do Radomia. Ostatecznie zapadła jednak decyzja o wysłaniu jej na Słowację, gdzie w tym czasie dogorywało słowackie powstanie narodowe.
Między 17 a 18 października jednostka, rozbudowana już do poziomu brygady, dotarła koleją do miejscowości Rużomberk i Biely potok, skąd uderzyła od północy na pozycje słowackich powstańców. Pierwsze natarcia dirlewangerowców na dobrze umocnione pozycje Słowaków zakończyły się niepowodzeniem – prawdopodobnie ze względu na niedoświadczenie nowo zwerbowanych rekrutów. Ostatecznie, po kilkudniowych i niezbyt intensywnych walkach, brygada zdołała przełamać obronę powstańców, zdobywając Biely potok i Necpaly. Po krótkim odpoczynku skierowano ją do zabezpieczania niemieckich tyłów. W czasie służby na Słowacji dirlewangerowcy przeprowadzali egzekucje osób podejrzewanych o współpracę z ruchem oporu, niemniej nie doszło tam do zbrodni o skali porównywalnej z masakrami w Warszawie i na Białorusi. Gwałtownie wzrosła natomiast liczba popełnianych przez nich gwałtów, rozbojów oraz grabieży, co było wynikiem postępującego upadku dyscypliny. Zła sława jednostki, a także niesubordynacja i niskie umiejętności wojskowe jej dowódcy, były przyczyną, dla której zarówno SS-Obergruppenführer Hermann Höfle (dowódca sił tłumiących powstanie), jak i funkcjonariusze z miejscowych struktur SD i policji bezpieczeństwa z niechęcią przyjmowali jej obecność na „swoim” terenie.

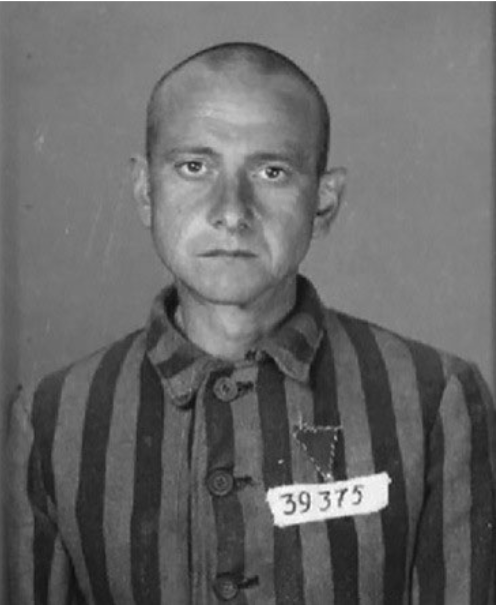
August Kaufeld, jeden z niemieckich więźniów politycznych wcielonych do jednostki Dirlewangera

W połowie października w szeregach brygady służyło od 4 tys. do 4,5 tys. esesmanów. Co najwyżej 800 rekrutowało się z pierwotnej grupy kłusowników i więźniów kryminalnych, natomiast dominującą grupę, gdyż około 3,5 tys., stanowili żołnierze zwolnieni z penitencjarnych ośrodków Wehrmachtu i SS. Ponadto w tym samym miesiącu Dirlewanger uzyskał zgodę Himmlera, aby rekrutacją objąć także niemieckich więźniów politycznych, w tym komunistów i socjalistów. Ostatecznie w brygadzie znalazło się ich około ośmiuset. Docierali oni grupami, począwszy od połowy listopada.
W grudniu 1944 roku SS-Sturmbrigade Dirlewanger została przerzucona na Węgry. Początkowo była podporządkowana Grupie Armii „Południe”, a następnie przeszła pod rozkazy IV Korpusu Pancernego, wchodzącego w skład Grupy Armijnej „Wöhler”. 14 grudnia została zaskoczona gwałtownym radzieckim atakiem w rejonie Ipolyság. Sowietom udało się wtedy zdobyć miasto i przerwać niemiecki front. Klęska była spowodowana zarówno błędami taktycznymi, które popełnił Dirlewanger, jak i faktem, że cała kompania 2. pułku, złożona z byłych więźniów politycznych, zdezerterowała i przeszła na stronę wroga. Liczba dezerterów sięgnęła prawdopodobnie około czterystu.
W pierwszej połowie lutego 1945 roku brygada została przerzucona nad Odrę, w rejon Gubina i Chociebuża. 16 lutego chorego Dirlewangera zastąpił na stanowisku dowódcy SS-Brigadeführer Fritz Schmedes. Jeden z pułków brygady został przydzielony 9. Armii, walczącej w składzie Grupy Armii „Wisła”, resztę wcielono natomiast w skład 4. Armii Pancernej z Grupy Armii „Środek”. 19 lutego 1945 roku, rozkazem Heinricha Himmlera, SS-Sturmbrigade została przekształcona w 36 Dywizję Grenadierów SS (dywizja nie nosiła nazwy własnej „Dirlewanger“). Niedługo później wcielono do niej około 400 skazańców z jednego z więzień SS oraz 100 kadetów z jednej ze szkół SS (SS-Junkerschule). Mimo przekształcenia w dywizję stan liczebny jednostki faktycznie odpowiadał sile brygady.
W kwietniu 1945 roku, w czasie radzieckiej ofensywy na Berlin, dywizja została doszczętnie rozbita w kotle pod Halbe. Spośród około 6 tys. żołnierzy służących w tym czasie w jej szeregach śmierci, zranienia lub radzieckiej niewoli uniknęło zaledwie około pięćdziesięciu.

## Powojenne losy dirlewangerowców
Po upadku III Rzeszy Oskar Dirlewanger ukrywał się przez blisko sześć tygodni. Ostatecznie został jednak aresztowany przez francuskie wojska okupacyjne i osadzony w więzieniu w Altshausen. Tam rozpoznano w nim wysokiego rangą oficera SS; prawdopodobnie zidentyfikował go Żyd, który przeżył pobyt w obozie w Dzikowie Starym lub w Łucku. Na początku czerwca Dirlewanger został śmiertelnie pobity przez polskich żołnierzy na służbie francuskiej, którzy byli strażnikami w więzieniu w Altshausen.
634 dirlewangerowców zdołało przeżyć pobyt w radzieckiej niewoli i powrócić do Niemiec. Zastępca Dirlewangera i szef sztabu jednostki, Kurt Weiße, zaginął bez śladu.
W latach 1958–1985 zachodnioniemiecki wymiar sprawiedliwości zlecił wszczęcie około 40 postępowań przygotowawczych w sprawie zbrodni popełnionych przez członków jednostki. Zgromadzono obszerny materiał dowodowy, jednakże zdecydowana większość dirlewangerowców uniknęła odpowiedzialności karnej. Jedynie podoficer Heinz Feiertag oraz trzech innych członków SS-Sondereinheit zostało skazanych za zbrodnie, których dopuścili się jako strażnicy w obozach pracy dla Żydów. Usłyszeli oni wyroki w wymiarze od 10 lat więzienia do dożywotniego pozbawienia wolności, przy czym Feiertag został warunkowo zwolniony już po siedmiu latach. Wszystkie pozostałe postępowania przeciwko członkom jednostki zostały umorzone.
Po wojnie większość weteranów dywizji wegetowała na marginesie niemieckiego społeczeństwa. Wyjątkiem byli jedynie niektórzy spośród wcielonych w jej szeregi więźniów politycznych. Karl-Otto Watzinger – socjaldemokrata, więzień Dachau, który po wcieleniu w szeregi SS-Sturmbrigade zdezerterował na Węgrzech – został wybrany z ramienia SPD burmistrzem Mannheim. W 1970 roku był jednak zmuszony zrezygnować ze stanowiska na skutek oskarżeń o zabójstwo kilku członków jednostki, wysuniętych pod jego adresem przez działaczy antyfaszystowskich. Z kolei w Niemieckiej Republice Demokratycznej kilku komunistów, których wcielono w szeregi jednostki Dirlewangera, zostało członkami komitetu centralnego rządzącej partii SED. Według Hansa Petera Klauscha dziewiętnastu byłych dirlewangerowców znalazło się także w gronie założycieli STASI.
W maju 2008 roku austriacki Czerwony Krzyż przekazał do Muzeum Powstania Warszawskiego kartotekę zawierającą około sto kart z nazwiskami i adresami byłych członków jednostki Dirlewangera. Wolontariusze muzeum zdołali ustalić, że niektóre spośród figurujących w kartotece osób nadal żyją. Na wieść o tym śledztwo wszczęła Centrala Badania Zbrodni Narodowosocjalistycznych w Ludwigsburgu. Niemieckie organy ścigania zdołały ustalić miejsce pobytu 11 byłych dirlewangerowców. Jednocześnie na podstawie dokumentów archiwalnych ustalono, że trzech z nich przebywało w Warszawie w czasie powstania sierpniowego. Nie była to jednakże wystarczająca przesłanka do postawienia ich w stan oskarżenia.